# Chus Mateo
Jesús „Chus“ Alfonso Mateo Díez (meist nur Chus Mateo, * 23. Januar 1969 in Madrid) ist ein spanischer Basketballtrainer.

## Laufbahn
Chus Mateo begann 1985 seine Laufbahn als Basketball-Jugendtrainer von Colegio Agustiniano und ab 1990 von Real Madrid, wo er bis 1995 im Nachwuchs arbeitete. Von 1995 bis 1997 wirkte er als Co-Trainer für die Herrenmannschaft Real Canoe NC, die an der Liga EBA, der zweiten (1995/96) bzw. dritten (1996/97) Spielklasse im spanischen Basketball teilnahm. 1997 kehrte er in die Jugend von Real Madrid zurück und betreute jeweils eine Saison die U16 und U18 des Klubs als Cheftrainer. Im Spieljahr 1999/2000 wechselte er als Co-Trainer von Sergio Scariolo in die erste Mannschaft von Real Madrid und holte den Titel in der Liga ACB. Im Sommer 2004 wechselte Mateo, ebenfalls unter Cheftrainer Scariolo, zu Unicaja Málaga, wo er 2004/05 die Copa del Rey sowie ein Jahr später erneut die Liga ACB gewinnen konnte. Zur Saison 2006/07 übernahm er bei CAI Saragossa in der LEB Oro erstmal den Posten des Cheftrainers im Profibasketball, wurde jedoch im Januar entlassen und kehrte im Anschluss zu Unicaja Málaga zurück, wo er bis Sommer 2008 erneut an der Seite von Scariolo wirkte.
Zur Saison 2008/09 verpflichtete Baloncesto Fuenlabrada Mateo als Co-Trainer, bei den Madrilenen sollte er bis Januar 2011 bleiben. Im Anschluss unterschrieb Mateo als Cheftrainer von Unicaja Málaga, wo er Aíto García Reneses ersetzte, bei den Andalusiern arbeitete er bis März 2012. Im Sommer dieses Jahres verpflichtete der chinesische Erstligist Shanxi Brave Dragons ihn als Trainer. Mit der Mannschaft aus Taiyuan verpasste er als Zehnter des Grunddurchganges knapp die Qualifikation für die Play-offs. Zur Saison 2013/14 kehrte er zu Baloncesto Fuenlabrada zurück, wurde jedoch im März entlassen.
Im Sommer 2014 verpflichtete sein früherer Klub Real Madrid, wo er von 1990 bis 1995 sowie von 1997 bis 2004 gewirkt hatte, Mateo als Co-Trainer von Pablo Laso. Bei den Königlichen sollte er zahlreiche Erfolge feiern, darunter zwei Siege in der EuroLeague in den Spieljahren 2014/15 und 2017/18, fünf spanische Meistertitel und vier nationale Pokalsiege. Anfang Juni 2022 erlitt Laso einen Herzinfarkt. Sein Assistent Mateo übernahm die Leitung der Mannschaft und setzte sich in der Finalserie um die Meisterschaft mit 3:1 gegen den FC Barcelona durch. Am 4. Juli 2022 trennte sich Real nach elf Jahren aus gesundheitlichen Gründen von Trainer Laso und Mateo übernahm das Amt des Cheftrainers. Im Mai 2023 führte er die Mannschaft zum Gewinn der EuroLeague.
Mateo gewann im Spieljahr 2023/24 drei Titel mit Real: die spanische Meisterschaft, den Pokalwettbewerb des Landes sowie den Supercup. In der Saison 2024/25 führte er die Mannschaft erneut zum Gewinn der spanischen Meisterschaft. Anfang Juli 2025 wurde die Trennung zwischen Mateo und Real Madrid verkündet.

### Nationalmannschaft
Chus Mateo arbeitete bei der Endrunde der Basketball-Europameisterschaft 2009, der WM 2010 sowie den Olympischen Spielen 2012 als Co-Trainer an der Seite von Sergio Scariolo für die spanische Nationalmannschaft. Mit seinem Land holte er dabei Gold bei der EM sowie Silber in den Olympischen Spielen.

## Erfolge
Real Madrid (Cheftrainer)
- EuroLeague: 2022/23
- Spanische Meisterschaft: 2023/24, 2024/25
- Spanischer Pokal: 2023/24
- Spanischer Supercup: 2023

Real Madrid (Co-Trainer)
- EuroLeague (2): 2014/15, 2017/18
- FIBA Intercontinental Cup: 2015
- Spanische Meisterschaft (6): 1999/2000, 2014/15, 2015/16, 2017/18, 2018/19, 2021/22
- Spanischer Pokal (4): 2014/15, 2015/16, 2016/17, 2019/20
- Spanischer Supercup (5): 2014, 2018, 2019, 2020, 2021

Real Madrid
- Spanische U14-Meisterschaft: 1992/93

Unicaja Málaga (Co-Trainer)
- Spanische Meisterschaft: 2005/06
- Spanischer Pokal: 2004/05

Spanische Nationalmannschaft (Co-Trainer)
- Olympische Sommerspiele 2012: Silber
- Basketball-Europameisterschaft 2009: Gold

## Sonstiges
Chus Mateo betreibt eine Basketballakademie mit Sitz in Málaga, die den Namen Chus Mateo Academy trägt.